# هاري لوي
هاري لوي (بالإنجليزية: Harry Lowe)‏ (10 أغسطس 1886 في المملكة المتحدة - 1 يناير 1966) هو لاعب كرة قدم بريطاني (وحمل سابقاً جنسية المملكة المتحدة لبريطانيا العظمى وأيرلندا) في مركز الدفاع. لعب مع برايتون أند هوف ألبيون وتوتنهام هوتسبير وريال سوسيداد ونادي فولهام ونورثويتش فيكتوريا.